# الحزب الاشتراكي الإسكتلندي
الحزب الاشتراكي الاسكتلندي أو SSP (بالإنجليزية: Scottish Socialist Party) هو حزب سياسي اسكتلندي يساري راديكالي يدعو عبر حملاته إلى النظام الاقتصادي الاشتراكي وإلى استقلال اسكتلندا. وقد حصل الحزب في انتخابات البرلمان الاسكتلندي عام 2003 على 6 مقاعد فضلاً عن عضوين في مجلس محلي. لكن الحزب خسر كل مقاعده في البرلمان الاسكتلندي في انتخابات 2007 واحتفظ بعضو مجلس محلي واحد فقط. اليوم حملات الحزب الرئيسية تركز على تغذية طلاب المدارس والنقل العام المجاني ومعارضة حرب العراق.

## وصلات خارجية
- الموقع الرسمي للحزب
- مجلة الحزب الأسبوعية